# Komnénosz Teodóra iráni királyné
Komnénosz Teodóra (1438/40 – 1507 előtt), névváltozata: Katalin, ragadványneve: Deszpina Hatun, ahol a deszpina a bizánci (trapezunti) császári hercegnői címére utal, míg a hatun a kánné, úrnő, hercegnő türk-mongol nyelvekben szokásos elnevezése, így jelentése: Hercegnő Kánné, görögül: Θεοδώρα (Αικατερίνη) Μεγάλη Κομνηνή, grúzul: დესპინა ხათუნი/თეოდორა კომნენოსი, perzsául: تئودورا مگاله کومننه/تئودورا کومنن/دسپینا خاتون, azeriül: Dəspinə xatun/Teodora Böyük Komnenos, törökül: Despina Hatun/Theodora Megali Komnini, latinul: Theodora (Catharina) Comnena Trapezuntina, trapezunti császári hercegmő (deszpina), Irán (Perzsia) királynéja, a Fehér Ürü kánnéja (hatun). A Komnénosz-házból származott. IV. Alexiosz trapezunti császár unokája, Crispo Florencia naxoszi hercegnő elsőfokú unokatestvére és I. Katalin ciprusi királynő nagynénje, valamint I. Iszmáíl perzsa sah nagyanyja. Ortodox keresztény vallású volt.

## Élete

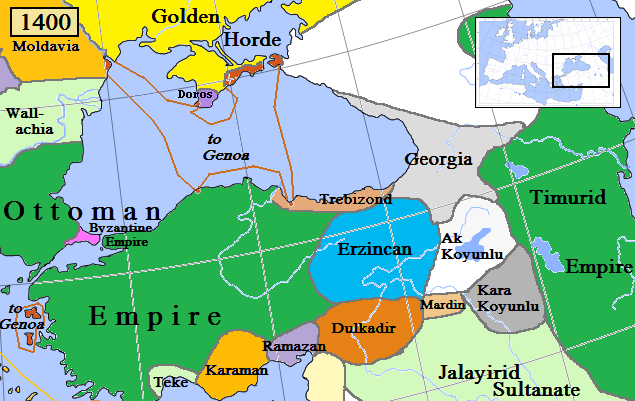
A Trapezunti Császárság, az Arany Horda és a Fehér Ürü (Akkojunlu) Kánság 1400-ban.

Apja IV. (Komnénosz) János (1403 körül–1460) trapezunti császár, az anyja feltételezhetően az apjának a 2. felesége Sajbánida N., Devlet Berdi kánnak, az Arany Horda uralkodójának feltételezett lánya.
Apai nagyszülei IV. Alexiosz (1382–1429) trapezunti császár és Kantakuzénosz Teodóra (1382 körül–1426).
Apjának a nővére Komnénosz Eudokia (Valenza), akinek a férje Nicolò/Niccolò Crispo (1392–1450), a  Naxoszi Hercegség régense volt.
Az ő gyerekeik voltak: II. (Crispo) Ferenc (1417–1463), Naxosz uralkodó hercege, akinek az 1 felesége Guglielma Zeno volt, és 3 gyermeket szült, a 2. felesége Petronilla Bembo, akitől nem születtek újabb gyermekei, valamint Crispo Florencia (1422–1501), akinek a férje Marco Cornaro (1406–1479) velencei patrícius, Marco Cornaro velencei dózse dédunokája volt. Az ő lányuk volt I. (Cornaro) Katalin (Caterina) (1454–1510) ciprusi királynő (ur.: 1474–1489), aki II. (Fattyú) Jakab (1438–1473) ciprusi királyhoz ment férjhez, és egy fiuk született, III. (Lusignan) Jakab (1473–1474), aki az apja halála után a születésétől a haláláig Ciprus királya volt.
Továbbá Violante Crispo (1427–?) Caterino Zeno (1421/35/43–1490 körül) velencei patríciushoz ment feleségül, akit a Velencei Köztársaság 1471-ban Uzun Haszanhoz küldött követként mint Teodóra elsőfokú unokatestvérének a férjét. Rodoszon és Karamanon keresztül 1472. április 30-án érkezett Tebrizbe. Caterino Zeno Teodórát és gyermekeit is meglátogatta, és részletes beszámolót készített a trapezunti császári hercegnőről.
A nagybátyja II. (Komnénosz) Dávid (1408 körül–1463), 1460-tól 1461-ig az utolsó trapezunti császár volt.
A XV. század közepén az Fehér Ürü törzsszövetség és a Trapezunti Császárság közötti élénk diplomáciai és katonai együttműködések és kapcsolatok már hagyományosnak voltak tekinthetőek, hiszen a szomszédság mellett az is döntő tényező volt ebben, hogy a Fehér Ürü törzsszövetség is a területileg ekkor már szétszabdalt és 1453-ban végleg megszűnt Bizánci Birodalmat bekebelező Oszmán Birodalom ellenfele volt, és ezt a két nép közötti barátságot sok esetben házasságokkal is megpecsételték.
Elsőként 1352-ben I. Baszileiosz trapezunti császár és Trapezunti Irén legidősebb lánya, Mária (1328 körül–1408 körül) az öccse, III. Alexiosz uralkodása és anyja régenssége alatt feleségül ment Fahreddin (Fakr ad-Dín) Kutlu (?–1389) béghez, aki 1363-tól lett a Fehér Ürü kánja. Ha született is gyermekük, valószínűleg csak lányuk volt, de egyes feltételezések szerint Mária lehetett az anyja Pir Ali Bajandurnak, akinek a lánya volt Uzun Haszan édesanyja, Sára hatun. Ha ez igaz, akkor Uzun Haszan Mária dédunokája volt, és ebben az esetben Teodóra apja, IV. János és Uzun Haszan harmaddfokú unokatestvérek lettek volna. Mária a férje halála (1389) után is meghatározó szerepez játszott az 1408-ban vagy akörül bekövetkezett haláláig a két ország kapcsolatában.

A Szent György templom romjai Diyarbakırban.

Ezután Mária (mostoha)fia, Kara Jülük Oszmán (1350/56–1435) Mária nagyunokaöccsének, az öccse, III. Alexiosz unokájának, IV. Alexiosz trapezunti császárnak egyik leányát, Teodórát vette feleségül 1422 körül, és ha született is gyermekük, valószínűleg nekik is csak lányuk volt.
Ennek a hagyománynak volt a folytatása, hogy 1458-ban IV. Alexiosz unokája, ifjabb Teodóra feleségül ment Kara Jülük Oszmán unokájához, Uzun Haszanhoz, a Fehér Ürü kánjához (emírje), aki 1472-ben Irán (Perzsia) királya lett.
Teodóra nem tért át az iszlám hitre, ortodox keresztény vallását megtarthatta, ahogy az anyósa, férje anyja, Sára Hatun is keresztény maradt egész életében.
Négy gyermekük született, egy fiú és három leány.
A férjét túlélte, de a halálának pontos időpontja ismeretlen. A földi maradványait a diyarbakıri Szent György templomban helyezték örök nyugalomra.

## Gyermekei
- Férjétől, Uzun Haszan (1423–1478) iráni királytól, a Fehér Ürü kánjától (emírjétől), 4 gyermek:
  - Márta (Alam Sah Begum/Halima Begi Aga) (1460 körül–1522/3), férje az elsőfokú unokatestvére, Hajdar Szultán (–1488), a Szafavi-rend nagymestere, Uzun Haszán nővérének a fia, 3 fiú:
    - Szultán Ali Mirza (?–1494), a Szafavi-rend nagymestere
    - Ibrahim
    - I. Iszmáíl perzsa sah (1487–1524)

  - N. (leaány)
  - N. (leaány)
  - Jakub, nem lett uralkodó, volt egy azonos nevű féltestvére, aki apjuk halála után szultán lett, de nem azonos vele